# Conti e duchi di Sora
Il seguente è un elenco dei feudatari, dei conti e duchi che governarono la città di Sora e il suo ducato.

## Gastaldi di Sora
- Landolfo I (VIII secolo)
- Rachisio
- Ildebrando (X secolo)
- Teutone
- Pietro I
- Raineri
- Pietro II
- Gerardo (XI secolo)

## Conti e duchi di Sora
- Giovanni Tomacelli[1]

### Duchi di Sora della famiglia Cantelmo
- Nicolò Cantelmo (1443-1454)
- Piergiampaolo Cantelmo (1454-1472)

### Duchi di Sora della famiglia Della Rovere
- Leonardo Della Rovere (1472-1475)
- Giovanni Della Rovere (1475-1501)
- Francesco Maria I della Rovere (1501-1538)

### Duchi di Sora sotto Carlo V
- Guglielmo di Croÿ

### Duchi di Sora della famiglia Boncompagni
- Giacomo (1579-1612) e Costanza Sforza.
- Gregorio I (1612-1628)
- Giovan Giacomo (1628-1636)
- Ugo (1636-1676)
- Gregorio II (1676-1707)
- Antonio I (1707-1731)
- Gaetano (1731-1777)
- Antonio II (1777-1796)